# Riviersterretje
Riviersterretje (Syntrichia latifolia) is een soort uit de kleimosfamilie (Pottiaceae). Het topkapselmos is te herkennen aan de verspreid op de bovenzijde van de bladschijf -niet op de vrijwel nooit uittredende nerf- voorkomende afgeronde broedkorrels.

## Kenmerken
Riviersterretje vormt blauwgroene tot zwartgroene, losse gazons. De planten worden ongeveer 1 tot maximaal 3 centimeter hoog. De bladeren, die aan het uiteinde van de stengel zijn geclusterd en in een rozet zijn gerangschikt, zijn tot ongeveer 3 millimeter lang, gevouwen als ze droog zijn en naar binnen gebogen, plat uitgespreid als ze nat zijn, spatelvormig en breed afgerond. De bladranden zijn aan de onderzijde iets naar achteren gekruld, aan de bovenzijde vlak. De sterke Blattrippe eindigt in de punt of kort daarvoor.
De laminacellen zijn rechthoekig tot langwerpig rechthoekig aan de basis van het blad, glad en hyaliene, rondachtig-zeshoekig in de bovenste helft van het blad, papillen aan beide zijden en rijk aan chlorofyl. De rug van de bladnerf draagt een- tot tweepuntige papillen.
Het is tweehuizig. Sporenkapsels zijn zeer zeldzaam; ze zijn rechtopstaand, langwerpig-cilindrisch en recht of licht gebogen. De geelrode seta is tot 8 millimeter lang. Peristoom tanden zijn 1 millimeter lang. De papillensporen zijn 10 tot 15 micrometer groot.
Gewoonlijk is de voortplanting vegetatief door broedlichamen, die rond zijn, 24 tot 36 micrometer in diameter, meercellig en vaak aan de binnenkant van de bovenste helft van het blad worden aangetroffen.

## Voortplanting
Gemmae worden geproduceerd op het bladoppervlak.
Aseksueel
Deze plant houdt zich bezig met ongeslachtelijke voortplanting door het gebruik van haploïde gemmae. De gemmae worden geproduceerd op het dorsale bladoppervlak, maar soms ook op het ventrale oppervlak.
Seksueel
Seksuele voortplanting in dit mos vindt plaats door het gebruik van haploïde sporen. De sporen worden geproduceerd in het sporangium en wanneer ze volwassen zijn, worden ze in de wind losgelaten.

## Levenscyclus
Stadia van groei van een sporofyt van bevruchting in een archegonium. Wanneer een haploïde spore of gemmae op een geschikt oppervlak terechtkomt, zal het ontkiemen tot een haploïde gametofytische generatie. Eerst zal het uitgroeien tot een protonemataal stadium, waar rizoïden en protonematale filamenten zich ontwikkelen en verankeren aan het substraat. Vervolgens ontwikkelen zich groene gametofytische scheuten. Wanneer de gametofyt volwassen is, zal het ofwel antheridiën of archegoniën produceren, aangezien het tweekleurig is en dus alleen vrouwelijke of mannelijke structuren op één plant produceert.
Wanneer een haploïde zaadcel geproduceerd in een antheridiën door het nekkanaal van de archegoniën zwemt, zal het het haploïde ei binnenin bevruchten en een diploïde zygote produceren. De sporofytgeneratie groeit uit de diploïde zygote. De diploïde seta wordt langer en het diploïde sporangium rijpt aan de punt. Binnen het sporangium ondergaan sporen meiose om haploïde te worden voordat ze volwassen worden. Wanneer ze klaar zijn om losgelaten te worden en de buitenste peristome tanden droog zijn, worden ze verspreid in de wind.

## Ecologie
Riviersterretje wordt gevonden op sterk belichte vrijstaande bomen, zoals wilgen, en op gesteente in 's winters geinundeerde uiterwaarden langs de grote rivieren. In mindere mate wordt de soort ook gevonden langs kleinere riviertjes, beekjes en andere wateren. Daarnaast is het mos gevonden op afwijkende plaatsen zoals in een vlierstruweel in de zeereep ten zuiden van IJmuiden en op een beschaduwd asfaltpad in Rotterdam. In andere delen van het land kan de soort sporadisch gevonden worden op bijv. hout en gesteente in de oeverzone van allerlei watertjes. 

### Syntaxonomie
In de syntaxonomie staat riviersterretje te boek als kensoort voor de associatie van riviersterretje en uiterwaardmos.

## Fotogalerij

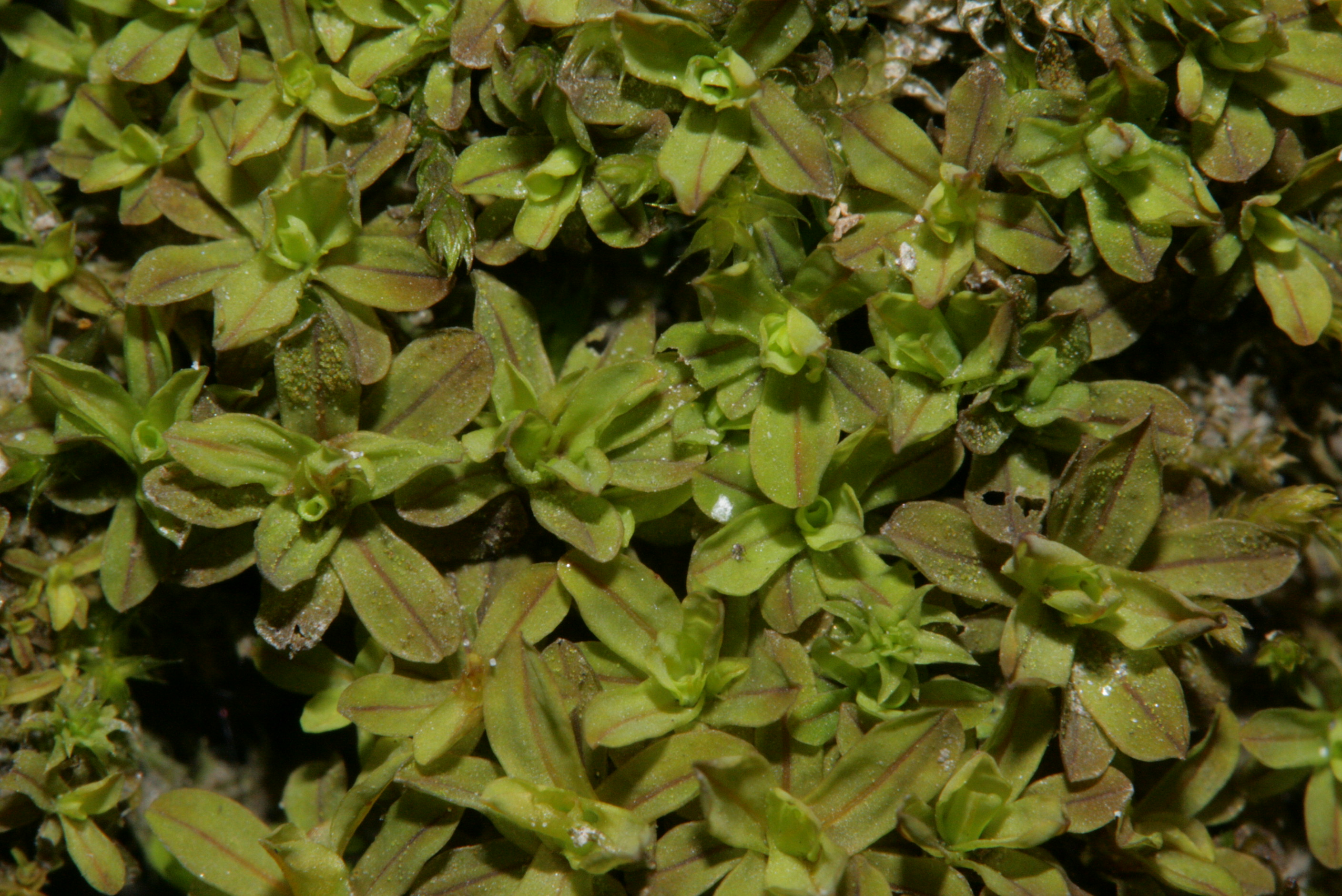
Een close-up van riviersterretje laat de variërende bladkleur zien.
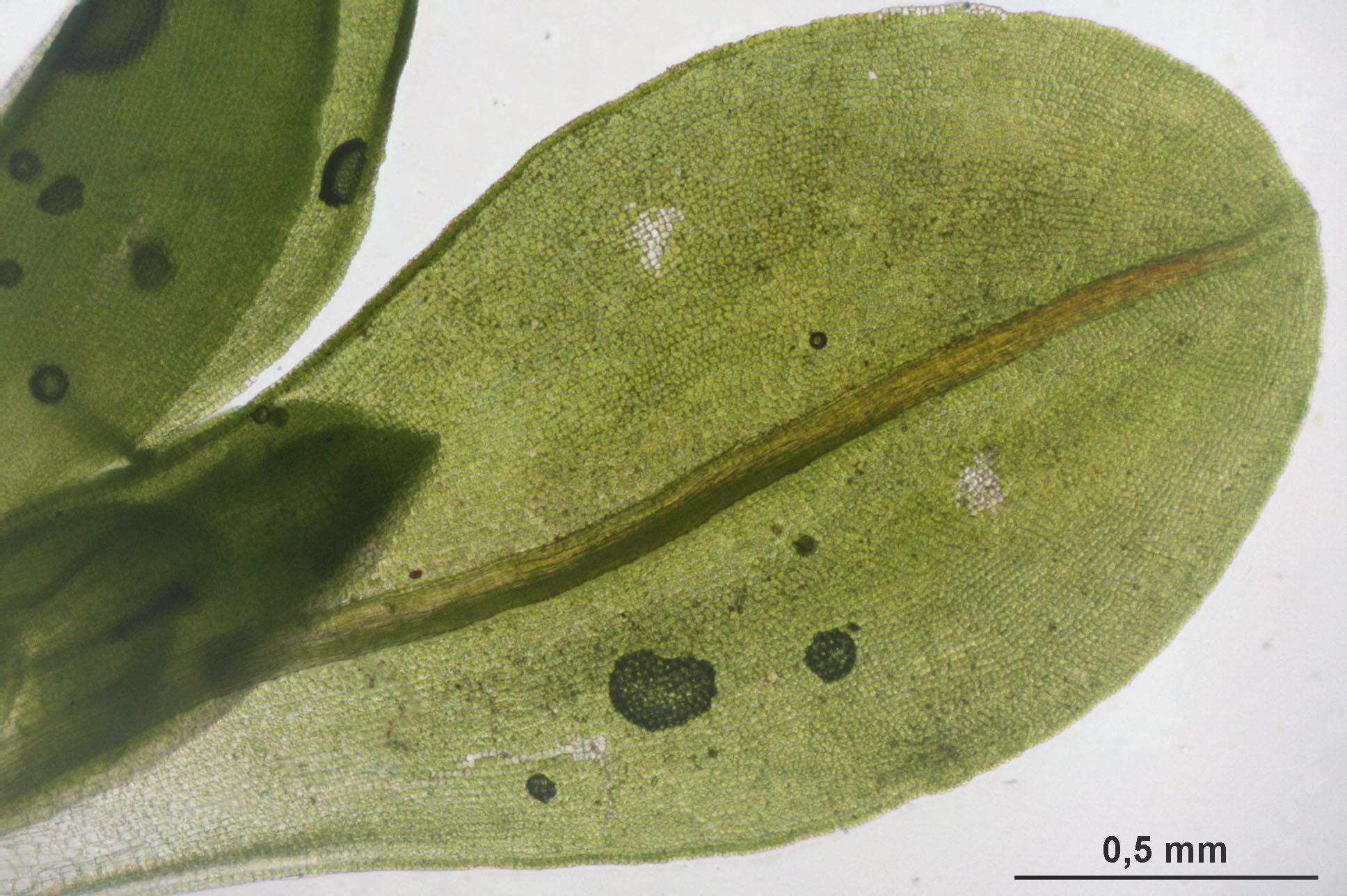
Gametofytisch blad. Let op de costa en afgeronde bladpunt.
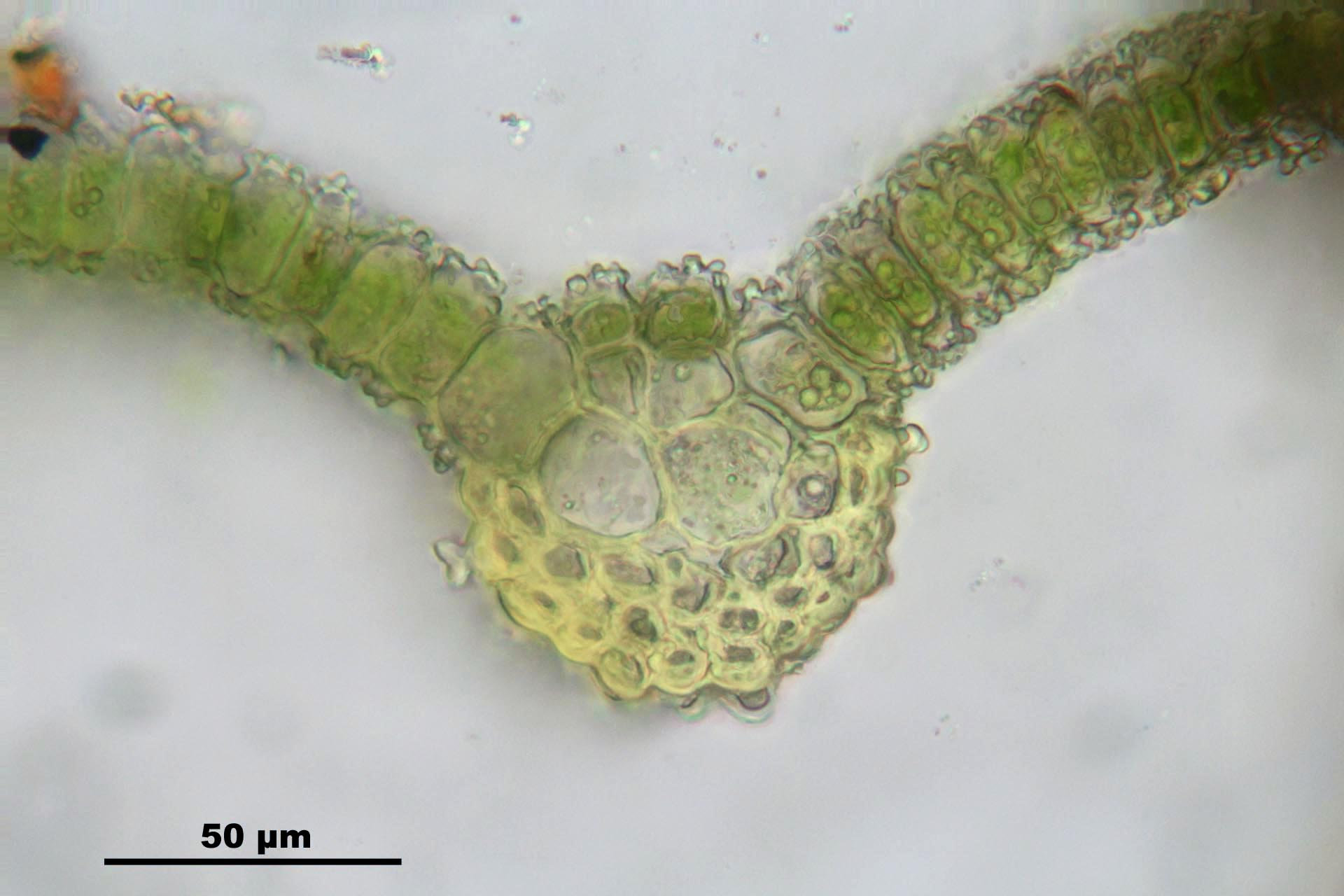
De bladeren hebben een costa die multistratose is, terwijl de lamina unistratose is.
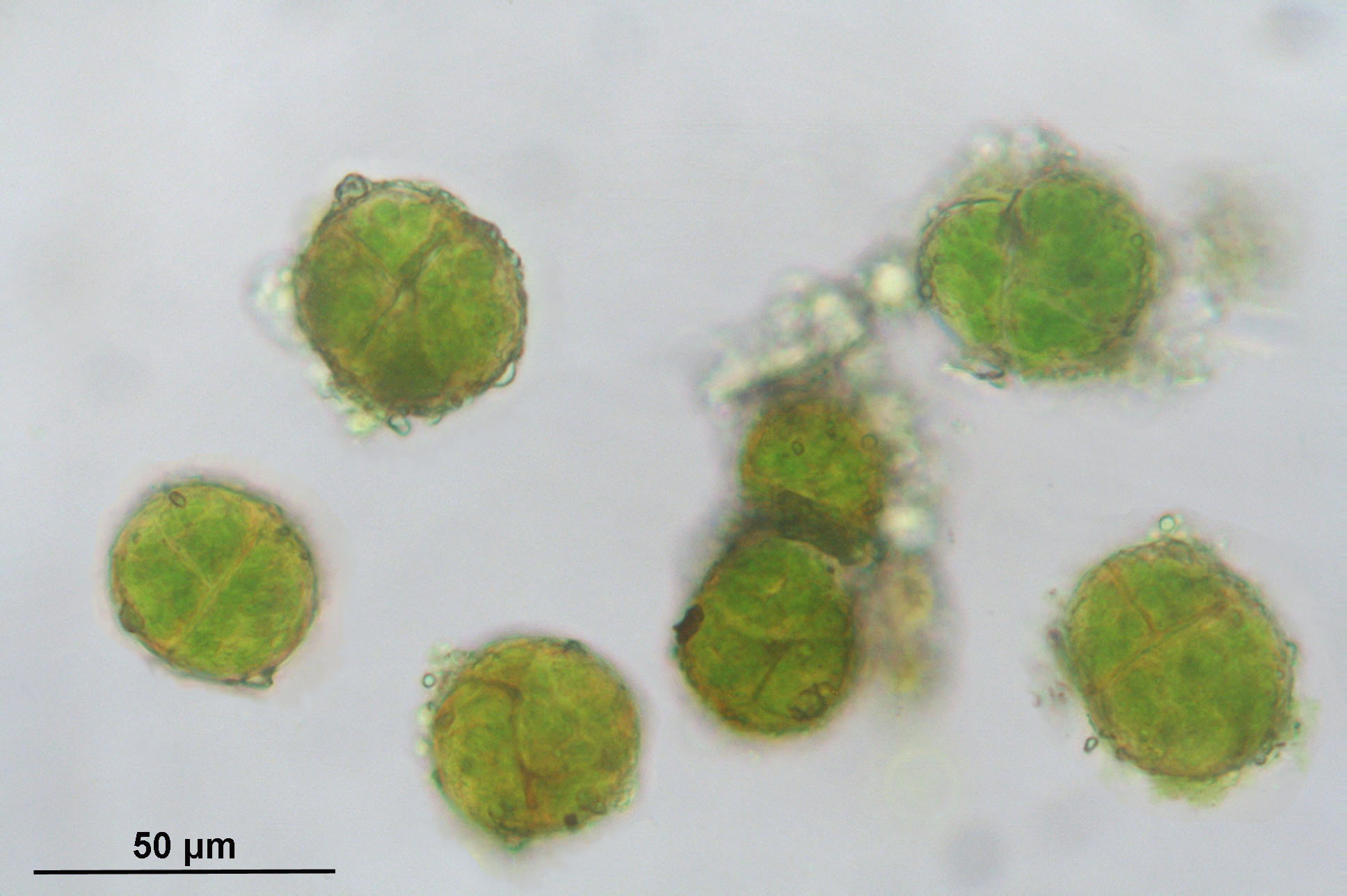
Gemmae geproduceerd op het bladoppervlak.
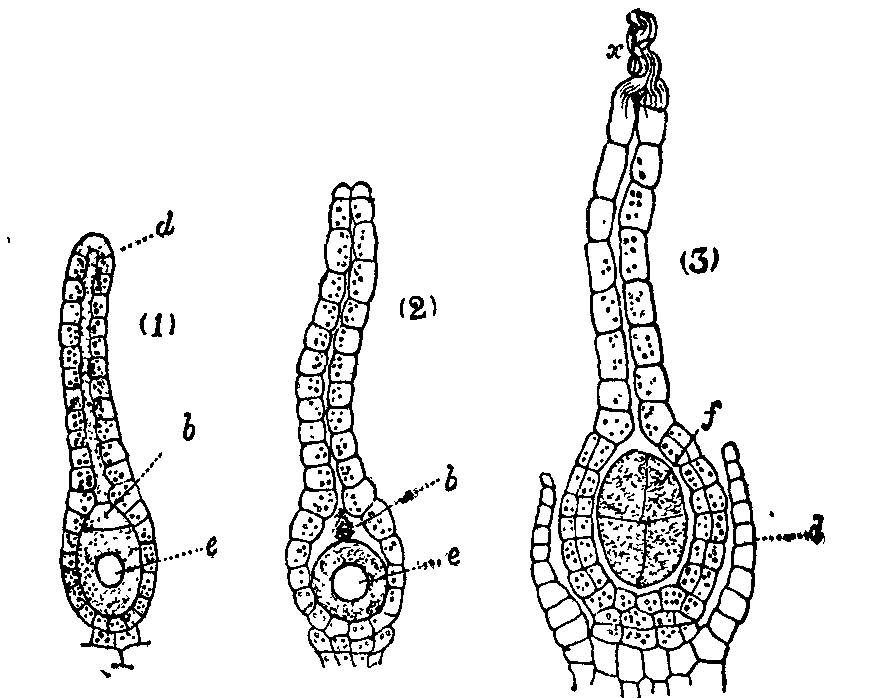
Stadia van groei van een sporofyt van bevruchting in een archegonium.